# 布雷艇

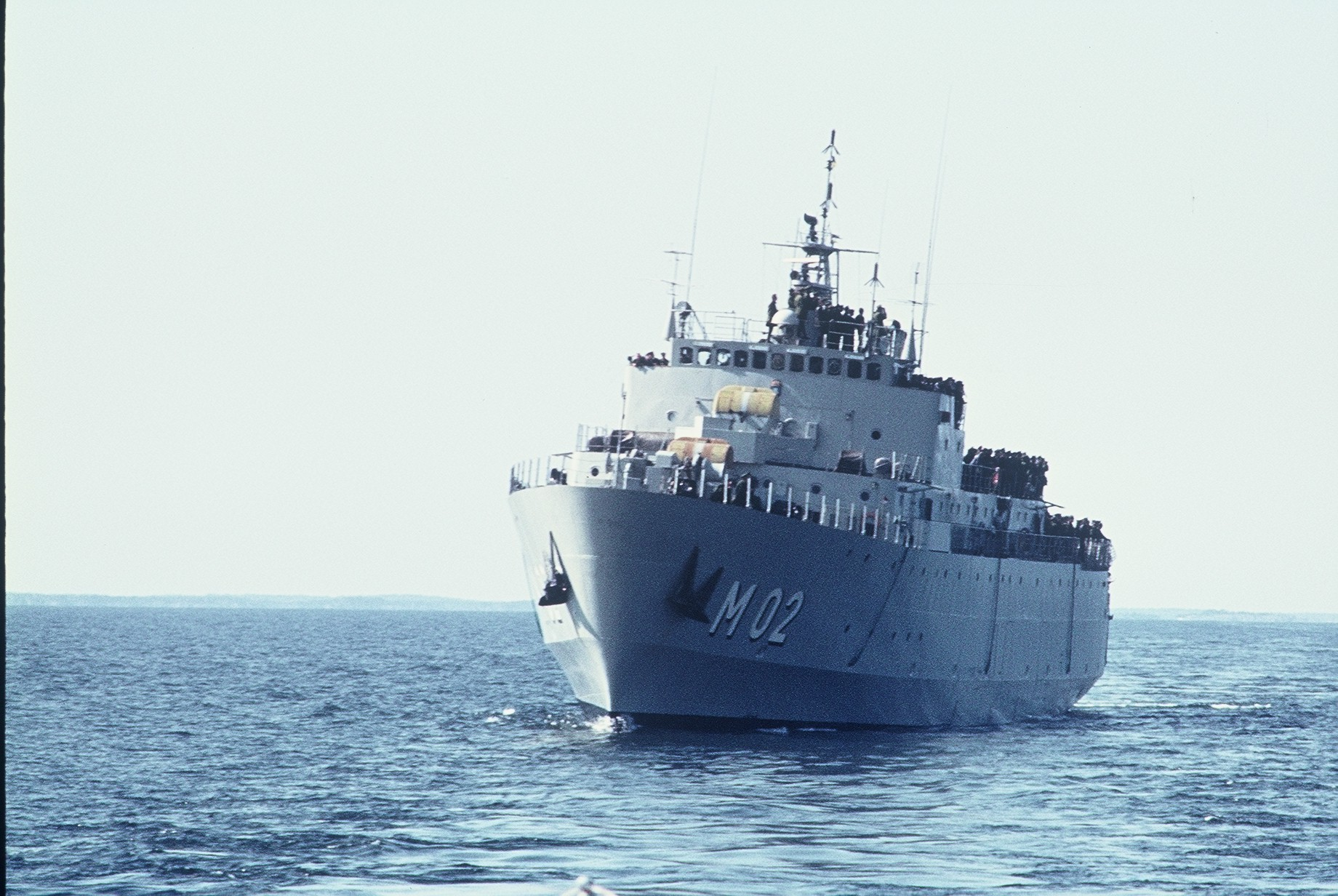
瑞典布雷舰 Älvsborg (1974)

佈雷艇亦稱為佈雷艦，是一種用來設置水雷的軍艦。佈雷艇的噸位不一，有的只有幾百噸。而有的則和驅逐艦大小相當。在第二次世界大戰中，英國海軍的大型佈雷艇也作为运输舰使用。因佈雷任務可以經由別的艦种兼任完成，所以佈雷艦逐漸被淘汰。